# Albert Ferrasse
Albert Jean Robert Ferrasse (Tonneins, 12 agosto 1917 – Agen, 28 luglio 2011) è stato un dirigente sportivo, arbitro di rugby a 15 e rugbista a 15 francese, seconda linea in forza principalmente all'Agen con cui ha vinto il campionato francese e di cui è stato anche presidente. Terminata la carriera agonistica divenne arbitro.
Dal 1968 al 1991 è stato presidente della Fédération française de rugby, dal 1980 al 1987 presidente di International Rugby Football Board, organismo di governo del rugby a 15 e dal 1989 al 1997 presidente della FIRA, organo di governo del rugby a 15 in Europa.

## Biografia
Originario del dipartimento della Lot e Garonna, dopo un periodo al Marmande, Albert Ferrasse nel 1941 si unì all'Agen e si laureò campione di Francia nel 1945. Infortunatosi al ginocchio lasciò la carriera di giocatore per iniziare quella di arbitro, degna di note fu la designazione per arbitrare la finale del campionato francese 1958-59.
È stato presidente dell'Agen dal 1965 al 1985 e dal 1968 al 1991 fu presidente della Federazione rugbistica francese (eletto 7 volte). Durante la sua presidenza fu uno strenuo oppositore del passaggio al professionismo e fu anche sostenitore della radiazione dei giocatori che passavano al rugby a 13.
Fu il primo presidente francese dell'International Rugby Board (1980-1987) e due anni dopo ha presieduto la FIRA nel 1989, ruolo ricoperto fino al 1997. Fu un grande sostenitore di una Coppa del Mondo di rugby a partire dalla fine degli anni '70 e nel 1987, in qualità di presidente dell'IRFU, consegnò la coppa della prima edizione ai primi vincitori, la Nuova Zelanda.
Nel marzo 2004, all'età di 87 anni, Albert Ferrasse scampò all'annegamento in un canale di Agen, si scoprì che aveva avuto un Attacco ischemico transitorio mentre era alla guida del suo veicolo. Si spense il 28 luglio 2011 nella sua casa di Agen.

### Altre attività
Nel 1990 ha fondato la Fondation Albert-Ferrasse, collegata alla Fondazione di Francia, con lo scopo di fornire assistenza, in particolare finanziaria, ai giocatori di rugby infortunati durante una partita. Nel 2001, ricevette il premio Vernon Pugh dall'International Rugby Board in omaggio alla sua carriera votata allo sviluppo del rugby.
Durante la carriera dirigenziale fu molto ostile al rugby a 13, tanto da favorire le radiazioni dei giocatori impuri. Nel 1984 propose una fusione della Fédération française de rugby con la controparte che governava il rugby league, la Fédération française de jeu à XIII ma l'opposizione del presidente treiziste Jacques Soppelsa bloccò l'operazione.

## Palmarès
- Campionati francesi: 1
Agen: 1944-45
- Coppe di Francia: 1
Agen: 1945